# Władysław Teofil Bartoszewski
Władysław Teofil Bartoszewski (ur. 22 października 1955 w Warszawie) – polski historyk, menedżer, nauczyciel akademicki i polityk, posiadający również obywatelstwo brytyjskie, doktor w dziedzinie antropologii kulturowej, poseł na Sejm IX i X kadencji, sekretarz stanu w Ministerstwie Spraw Zagranicznych (od 2023).

## Życiorys

### Młodość i wykształcenie
Syn Władysława Bartoszewskiego i Antoniny Mijal. Ukończył szkołę średnią w Warszawie. Od 1976 zaangażowany w działalność opozycyjną. Współpracował z Komitetem Obrony Robotników, zaczynając od pomocy przy tworzeniu „Biuletynu KOR”. Od 1977 współpracownik Mirosława Chojeckiego w Niezależnej Oficynie Wydawniczej NOWA, gdzie zajmował się m.in. składaniem wydawnictw niezależnych i ich kolportażem. W ramach represji poddawany przesłuchaniom przez funkcjonariuszy Służby Bezpieczeństwa i do 1980 objęty zakazem wydania paszportu.
W 1980 uzyskał tytuł zawodowy magistra z zakresu antropologii i historii na Uniwersytecie Warszawskim. W czerwcu tegoż roku wyjechał do Anglii. W 1984 uzyskał stopień naukowy doktora (ang. doctor of philosophy) w dziedzinie antropologii kulturowej na Uniwersytecie Cambridge.

### Działalność naukowa
W 1985 wykładał semiotykę na Uniwersytecie Cambridge. W latach 1985–1989 był samodzielnym pracownikiem naukowym na Uniwersytecie Oksfordzkim w St Antony’s College. W latach 1986–2000 prowadził zajęcia z historii nowożytnej i polityki w Wadham College w Oksfordzie, a od 1988 również w Lady Margaret Hall w Oksfordzie. W latach 1989–2000 był nauczycielem historii Żydów dla studentów zewnętrznych na Uniwersytecie Londyńskim. W latach 1985–1990 był związany jako senior associate z Institute of Russian, Soviet and East European Studies na Uniwersytecie Oksfordzkim. Od września 1990 do września 1991 był wykładowcą historii na University of Warwick.
W 1985 był współzałożycielem Instytutu Studiów Polsko-Żydowskich w Oksfordzie, pełnił funkcję jego dyrektora, pozostał w zarządzie tej jednostki.
W 2015 został kierownikiem Katedry Władysława Bartoszewskiego w Collegium Civitas w Warszawie.
Jest autorem, współautorem oraz redaktorem książek i kilkudziesięciu artykułów naukowych.

### Działalność zawodowa i społeczna
W latach 1990–1991 był konsultantem w przedsiębiorstwie COBA M.I.D., a w latach 1991–1997 oraz 2004–2006 konsultantem do spraw strategii dla dużych międzynarodowych spółek giełdowych w brytyjskiej firmie Central Europe Trust, gdzie doszedł do stanowiska starszego partnera i członka zarządu. W latach 1997–2000 pracował w amerykańskim banku inwestycyjnym JP Morgan w Londynie i Warszawie (jako dyrektor banku na Polskę), gdzie nadzorował m.in. projekty w sektorze telekomunikacyjnym i energetycznym. Następnie do 2003 był dyrektorem zarządzającym w ING Barings.
W 2006 pracował w Ministerstwie Spraw Zagranicznych jako doradca ministra Stefana Mellera. W latach 2007–2012 zatrudniony w szwajcarskim banku Credit Suisse, w tym jako dyrektor generalny banku w Polsce. W latach 2012–2016 był zatrudniony w Grupie Kapitałowej PGE jako prezes zarządu Domu Maklerskiego PGE oraz wiceprezes zarządu spółki akcyjnej Exatel. Wszedł w skład rad Fundacji Konsens oraz Fundacji Instytut im. Władysława Bartoszewskiego. W 2022 został prezesem Stowarzyszenia Warszawa Przyszłości.

### Działalność polityczna
W 2018 podjął współpracę z Polskim Stronnictwem Ludowym. Poparł kandydatów tej partii w wyborach samorządowych w Warszawie. W 2019 jako przedstawiciel PSL bezskutecznie kandydował do Parlamentu Europejskiego z listy Koalicji Europejskiej. Zdobył wówczas 35 075 głosów w okręgu wyborczym nr 4.
W tym samym roku wystartował z ramienia PSL w wyborach parlamentarnych jako lider listy tego ugrupowania w okręgu warszawskim. Uzyskał mandat posła IX kadencji, otrzymując 30 405 głosów. Po wyborach przystąpił do PSL (na posiedzeniu rady naczelnej partii 3 listopada wręczono mu legitymację członkowską). W Sejmie wszedł w skład Komisji Spraw Zagranicznych (w 2022 został jej wiceprzewodniczącym) oraz Komisji do Spraw Energii, Klimatu i Aktywów Państwowych. W wyborach parlamentarnych w 2023 jako kandydat Trzeciej Drogi uzyskał poselską reelekcję, otrzymując 34 563 głosy w dotychczasowym okręgu. Został ponownie wybrany na wiceprzewodniczącego Komisji Spraw Zagranicznych. Zasiadł także w Komisji Łączności z Polakami za Granicą oraz Komisji do spraw Unii Europejskiej. W grudniu 2023 został powołany na urząd sekretarza stanu w Ministerstwie Spraw Zagranicznych. W zakres jego kompetencji weszły: współpraca z Sejmem i Senatem, bieżąca koordynację spraw parlamentarnych, podpisywanie przygotowywanych przez ministerstwo stanowisk rządu do pozarządowych projektów ustaw, reprezentowanie Ministra podczas rozpatrywania projektu ustawy budżetowej, koordynacja problematyki azjatyckiej oraz relacje z diasporą żydowską. W 2024 bez powodzenia ponownie ubiegał się mandat eurodeputowanego (tym razem z okręgu wyborczego nr 5).

## Wyniki wyborcze
| Wybory | Komitet                         | Komitet                    | Organ                            | Okręg        | Wynik          |
| ------ | ------------------------------- | -------------------------- | -------------------------------- | ------------ | -------------- |
| 2019   |                                 | Koalicja Europejska        | Parlament Europejski IX kadencji | nr 4         | 35 075 (2,53%) |
| 2019   |                                 | Polskie Stronnictwo Ludowe | Sejm IX kadencji                 | nr 19        | 30 405 (4,75%) |
| 2023   |                                 | Trzecia Droga              | Sejm X kadencji                  | nr 19        | 34 563 (2,02%) |
| 2024   | Parlament Europejski X kadencji | Trzecia Droga              | nr 5                             | 9940 (1,38%) |                |

## Życie prywatne
Jego żoną jest Alexandra Richie. Ma dwie córki. Posiada obywatelstwo polskie oraz brytyjskie. Zna języki angielski, francuski i rosyjski.
W 2024 zapadł nieprawomocny wyrok w procesie z powództwa Fundacji Zbiorów im. Ciechanowieckich w Zamku Królewskim w Warszawie założonej przez Andrzeja Ciechanowieckiego (który był ojcem chrzestnym polityka); sąd uwzględnił powództwo w większej części, zasądzając od Władysława Teofila Bartoszewskiego kwotę 13 milionów złotych wraz z odsetkami.

## Odznaczenia
- Order Krzyża Ziemi Maryjnej II klasy (Estonia, 2025)[23]